# Rudolf Escher
Pour les articles homonymes, voir Escher.
Œuvres principales
Sonate concertante (1943), Arcana (1944), Le Tombeau de Ravel (1952)
Rudolf Escher, né le 8 janvier 1912 à Amsterdam et mort le 17 mars 1980 à De Koog (sur l'île de Texel), est un compositeur néerlandais.

## Biographie
Escher est le fils du géologue et minéralogiste Berend George Escher. Sa mère, Emma Brosy est d'origine suisse. Son grand-père est ingénieur en hydraulique. Escher passe ses premières années d'enfance à Batavia (Jakarta), où son père travaille pour une compagnie pétrolière (1916-1921). Ce dernier joue du piano en amateur et c'est de lui qu'il reçoit son premier éveil à la musique.
De retour aux Pays-Bas en 1922, la famille se fixe à Leyde, il étudie la musique par cours particuliers : le piano avec van Bé Hartz, ainsi que le violon et l'harmonie. Hésitant entre l'art (la peinture), la littérature (il publie des textes poétiques dans la revue Forum, jusque dans les années 1950) et la musique, il opte finalement pour la musique en 1929. Espérant d'abord entrer au conservatoire de Cologne, il s'inscrit néanmoins à Rotterdam, peu après sa création du Conservatoire et y étudie le piano et quelque temps le violoncelle. De 1934 et 1937, il suit la classe de composition de Willem Pijper, le plus important musicien et critique musical néerlandais de l'époque. Sa composition d'importance est sa première Sonate pour piano (1935).
En 1938 il publie un essai important intitulé Toscanini et Debussy, la magie de la réalité, qui est remarqué, exemple des nombreux articles qu'il a consacrés à la musique française.
En mai 1940 lors du bombardement de la ville de Rotterdam, il perd la plupart de ses partitions, de ses écrits et de ses peintures. Il compose sa Musique pour l'esprit en deuil (1941-43) joué par le Concertgebouw sous la direction de van Beinum en 1947, avec un vif succès, ce qui le propulse comme l'un des compositeurs du pays parmi les plus importants. À propos de son travail de guerre, il écrivit plus tard :

« Mon travail à partir de cette période est empreint d'une sorte de lourdeur, un acharnement qui manifestement rendent compte qu'elles ont été cultivées en pleine catastrophe. Pour moi précisément la signification est éthique : elles sont des constructions de l'esprit, à un moment où « l'esprit » (si l'on peut appeler cette chose ainsi) est utilisé presque exclusivement à des fins destructrices. »

— Rudolf Escher, 17 février 1952, lettre à Piet Damste.
En 1944 il compose Arcana pour piano, une pièce portée par l'esprit de Gaspard de la Nuit de Ravel. L'œuvre est créée par lui-même, à La Hague en 1946.
À partir de 1945 il s'installe à Amsterdam et collabore au journal Groene Amsterdammer. En 1946 Escher et  Matthijs Vermeulen entretiennent une relation amicale fondée outre la musique, sur leur intérêt pour la littéraire et des idéaux politiques communistes et sociaux communs - Escher a été membre du Parti communiste de 1934 à 1940. Malgré leur amitié, les deux musiciens restent critiques sur les œuvres de chacun.
En 1958, Escher participe au Festival de Musique contemporaine de Strasbourg et en 1960 à Cologne, où il s'enthousiasme pour le Pli selon pli de Pierre Boulez. C'est le début d'une expérimentation de la musique électronique et de la musique sérielle. Dans cet esprit il étudie au Studio électronique de l'Université de Delft la mécanique des solides et l'électro-physique, puis au studio pour la musique électronique de l'Université de technologie de Delft et l'Institut de Sonologie à Utrecht. Puis il suit les cours d'analyse de Pierre Boulez à Baden-Baden, consacrées à Improvisations sur Mallarmé I & II. Ensuite il enseigne au Conservatoire d'Amsterdam (1960-61). Il utilise son expérience avec Boulez pour donner un cours sur « L'importance de la structure et de la forme de Debussy sur les récentes techniques de composition sérielles de Boulez ».
De 1964 à 1977, il est maître de conférences à l'Institut de musicologie à l'Université d'Utrecht. Il travaille à développer nombre d'études dans les domaines de la théorie de la musique et de la science audiologique. Il veut élargir le domaine des recherches musicologiques en y incluant la psychophysique et la science de la transmission de l'information musicale. Il donne une conférence sur « structure typique et critères de forme dans la musique du XXe siècle ».
Escher a reçu tout au long de sa carrière de nombreuses récompenses pour ses compositions. En 1946, il reçoit le Prix de Musique de la Ville d'Amsterdam pour Musique pour l'esprit en deuil, prix qu'il reçut une nouvelle fois pour Le vrai visage de la paix écrit pour chœur a cappella. Un an plus tard, il est distingué par le gouvernement néerlandais qui lui commande la suite pour piano Arcana. En 1959 il reçoit le prix van der Leeuw pour Tombeau de Ravel. Il reçoit aussi deux fois le Visser-Neerlandia Prijs, pour Nostalgies (1961) et son Quintette à vent (1968). En 1966, lui est décerné le Prix William Piper pour sa Sonate concertante pour violoncelle et piano et en 1977  c'est le Prix Johan Wagenaar dont il est couronné, pour l'ensemble de son œuvre.
Après le décès du compositeur un comité composé notamment de la veuve du compositeur et de William Boogman, Elmer Schönberger et Dirk Jacob Hamoen ont dressé un catalogue de l'œuvre et commenté chacune d'elles.
Hommages
Le compositeur Leo Samama, élève de Escher à l'Université d'Utrecht dans les années 1970, a dédié une de ses œuvres : Spleen et Idéal II (1981) sur trois poèmes de Charles Baudelaire. Il est aussi l'auteur de plusieurs ouvrages sur la musique et les compositeurs de son pays.

## Style
La musique de Escher est lyrique, expressive, élégiaque et douée d'une grande force de projection. Subissant d'abord les influences française puis allemande - les principales étant Ravel, Debussy et Mahler - il trouve néanmoins rapidement une langue, une grammaire, un ton et des sonorités propres à lui seul. Ainsi il écrivait :

« Mes affinités avec Sweelinck et sa technique de toccata en particulier, avec les mélismes grégorien, Gesualdo, la musique de gamelan, la polyphonie médiévale tardives, et non des moindres, avec Mahler [...] ne sont pas moins vrai que certains aspects de celles avec Debussy et Ravel. »

— Rudolf Escher
 Il admettait cependant que les deux compositeurs français étaient une source inépuisable d'inspiration.

Sa musique reste essentiellement de nature tonale, coulée dans un cadre strictement contrapuntique avec des enchaînement de variations. En 1938, il écrit : 

« Le miracle d'un morceau de musique ne sera jamais révélé, du moins par des moyens naturels, par le son et l'audition. Cela veut dire sonnant bien et bien entendu. Cette dernière condition est a priori impossible si l'autre ne peut être satisfaite. »

— Rudolf Escher, Toscanini et Debussy
 Tout ce qu'il a composé peut être clairement discernée par l'oreille. Il le prétendait lui-même, il écrit « pour l'oreille », plutôt pour se conformer à un principe extra-musical.
En dehors de cet aspect technique de la composition, Escher discerne un aspect psychique : « La technique d'un compositeur est intimement liée à son identité spirituelle et intellectuelle, à son psychisme. »

## Œuvres
Rudolf Escher a quantitativement peu produit dans les domaines orchestral, de musique de chambre et vocale, mais avec un soin constant du détail et de son résultat sonore.

### Clavier
- Sonate no 1, pour piano (1935)
- Passacaglia, pour orgue (1937)
- Arcana, suite pour piano (1944, rev. c.1979) Premier titre : Arcana Musae Dona. Dédié à Luctor Ponse.
  1. I. Preludio. Largo
  2. II. Toccata. Presto
  3. III. Ciaccona. Lento Con Grazia
  4. IV. Finale. Moderato Molto - Allegro Risoluto
- Due Voci, pour piano (1949)
- Non Troppo, 10 pièces non-faciles pour piano (1949)
- Sonatine, pour piano (1951)

### Musique de chambre
Flûte
- Sonate pour deux flûtes, opus 8 (1944)
- Sonate pour flûte seule, opus 16 (1949)
- Air pour charmer un lézard pour flûte seule, opus 28 (1953)
- Monologue pour flûte (1969)
- Sonate pour flûte et piano (1975-78)

Clarinette
- Sonate pour clarinette seule (1973)
- Trio pour clarinette, alto et piano (1978)

Duos
- Sonate concertante, pour violoncelle et piano (1943, rev. 1950/55)
  1. I. Allegro Agitato
  2. II. Largo
  3. III. Lento
- Sonate pour violon et piano (1950) Commande du gouvernement néerlandais et dédiée à La Narda de l'Isle.
  1. I. Allegro
  2. II. Largo
  3. III. Allegro Moderato - Allegro Molto
- Trio à cordes (1959)
- Sinfonia pour deux instruments (1976)

Petits ensembles à vents
- Trio pour hautbois, clarinette et basson (1946)
- Le tombeau de Ravel (1952, rev. 1959)
  1. I. Pavane, Pour une maison déserte (tutti)
  2. II. Air (violoncelle)
  3. III. Forlane (flûte, alto, violoncelle et clavecin)
  4. IV. Sarabande (tutti)
  5. V. Rigaudon (hautbois, violon, alto et violoncelle)
  6. VI. Air (flûte)
  7. VII. Hymne (tutti)
- Quintette à vent (1967)

### Orchestre
- Sinfonia in memoriam Maurice Ravel (1940)
- Musique pour l'esprit en deuil (1943)
- Hymne du Grand Meaulnes (1950/51)
- Symphonie no 1 (1953-54)
- Symphonie no 2 (1958, rev. 1964 et 1971)
- Summer Rites at Noon (1962-1969)

Orchestration
- Claude Debussy : Six épigraphes antiques (1975-1977)

### Musique électronique
- The Long Christmas Dinner, musique électronique d'après Thornton Wilder (1960)

### Vocale
avec piano
- Chants du désir, pour mezzo-soprano et piano (1951) Sur les Quatre Poèmes de Louise Labé.
- Strange meeting, pour baryton et piano (1952) Sur des poèmes de Wilfred Owen.

avec orchestre
- Nostalgies, pour ténor et orchestre (1951, rev. 1961) Sur des poèmes de Henry Jean-Marie Levet
- Univers de Rimbaud pour ténor et orchestre (1970) Poème d'Arthur Rimbaud

Chœur
- Le vrai visage de la paix pour chœur a cappella (1953, rev. 1957) sur le poème de Paul Éluard
- Songs of Love and Eternity pour chœur cappella
- Ciel, air et vents pour chœur a cappella (1957) Sur trois poèmes de Ronsard
- Three Poems by W.H. Auden pour chœur a cappella (1975)

### Discographie
- Arcana - Ronald Brautigam, piano (1998 - NM Classics 92045)
- Sonate concertante (a), Sonate pour violon et piano (b), Arcana (c) - Haase Ruysenaars, violoncelle, Ronald Brautigam, piano (a) ; Vera Beths, violon, Stanley Hoogland, piano (b) ; Theo Bruins, piano (c) (1980 et 1984 - Donemus CV 47)
- Sonate pour violon et piano - Philippe Graffin, violon ; Jelger Blanken, piano (2011 - Onyx ONYX4080)
- Le tombeau de Ravel (a), Six épigraphes antiques (b), Hymne du Grand Meaulnes (c) - Ensemble Alma Musica (a) ; Rotterdam PO., Dir. Paul Daniel (b) et Dir. Jeffrey Tate (c) (1993 - Donemus CV 22)